# 治渠乡
治渠乡，是中华人民共和国青海省玉树藏族自治州治多县下辖的一个乡镇级行政单位。

## 行政区划
治渠乡下辖以下地区：
江庆牧委会、同卡牧委会和治加牧委会。